# مهد علیا (لقب)

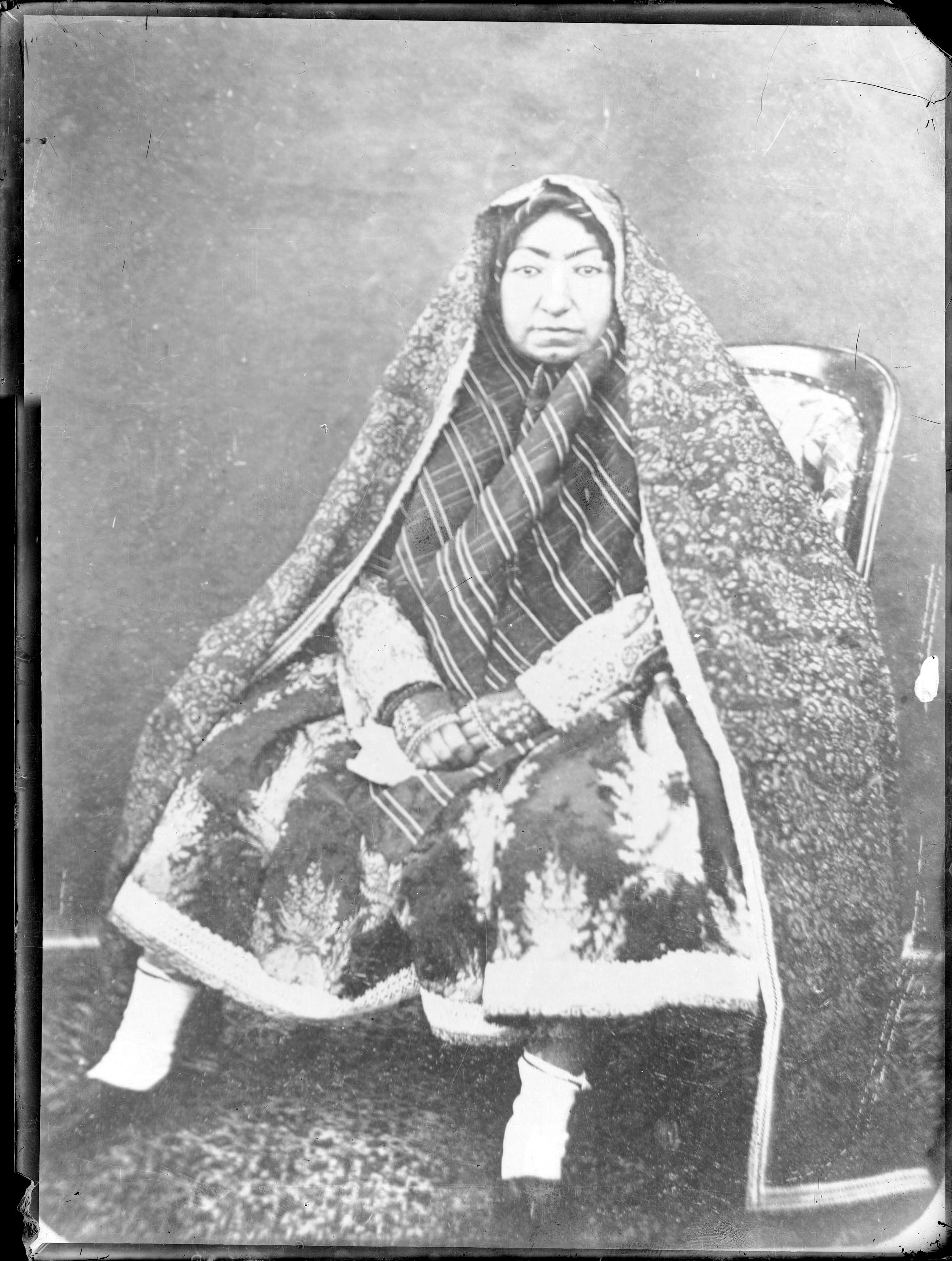
ملک‌جهان خانم، مادر ناصرالدین شاه قاجار، آخرین و معروف‌ترین مهد علیا بود.

مهد علیا لقبی بود که به مادرِ بزرگان، صاحبان قدرت و شاهان در ایران می‌دادند. لقب مهد علیا در هر دوره فقط به یک شخص اعطا می‌شد. این لقب نخستین بار  در دربار تیموریان برای گوهرشادبیگم استفاده شد و بعداً در دورهٔ صفویه برای مادران شاهان به کار رفت و بعد از آن برای مادر شاهان و ولیعهدها در ایران استفاده می‌شد. مادر ناصرالدین شاه، ملک‌جهان خانم آخرین کسی بود که از این لقب استفاده کرد. پس از او هیچ‌کس، مادر مظفرالدین شاه را به این نام نخواند، لقب مادر محمدعلی شاه نیز ام‌الخاقان بود و مادر احمد شاه لقبی نداشت. به جز اینان برخی زنان مانند، خانش بیگم صفوی و یکی از همسران بهاالله، فاطمه، لقب مهد علیا داشتند.